# Pierzchnica (Powiat Kielecki)
Pierzchnica ist eine Stadt im Powiat Kielecki der Woiwodschaft Heiligkreuz in Polen. Sie ist Sitz der gleichnamigen Stadt-und-Land-Gemeinde mit etwa 4800 Einwohnern.
Zum 1. Januar 2019 wurde Pierzchnica wieder zur Stadt erhoben.

## Gemeinde
Zur Stadt-und-Land-Gemeinde (gmina miejsko-wiejska) Pierzchnica gehören neben der Stadt selbst 17 Dörfer mit einem Schulzenamt. Die Gemeinde umfasst eine Fläche von 104,6 Quadratkilometern.

## Persönlichkeiten
- Rudolf Kalmowicz (1915–2007), Filmproduzent, Kinobetreiber und Unternehmer.